# Euphorbia laikipiensis
Euphorbia laikipiensis är en törelväxtart som beskrevs av Susan Carter. Euphorbia laikipiensis ingår i släktet törlar, och familjen törelväxter. Inga underarter finns listade i Catalogue of Life.

## Bildgalleri

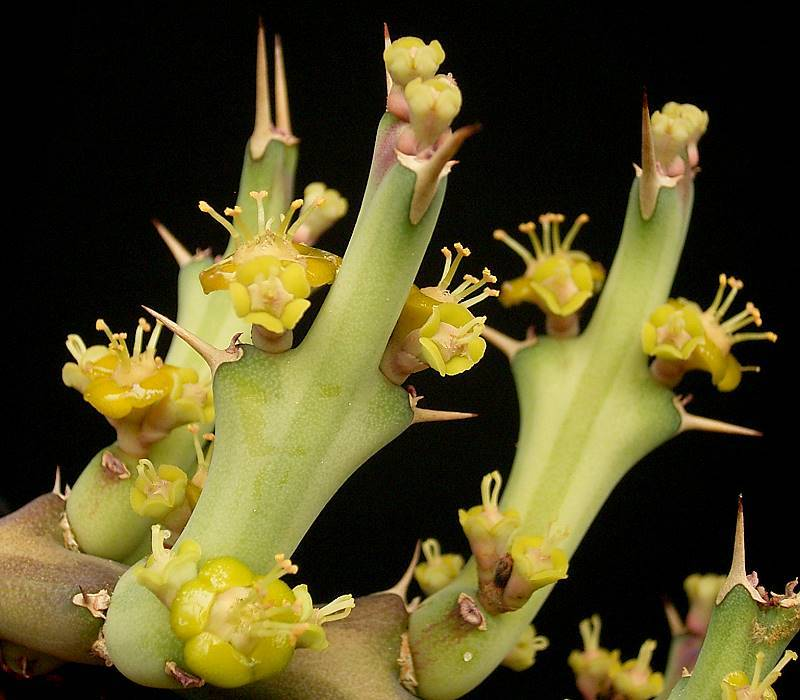
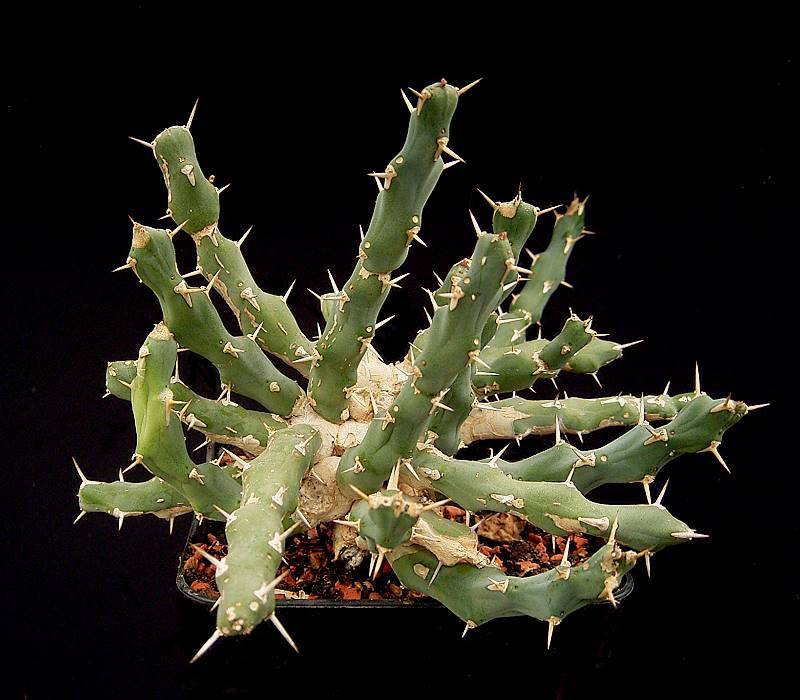